# 南愛爾蘭島

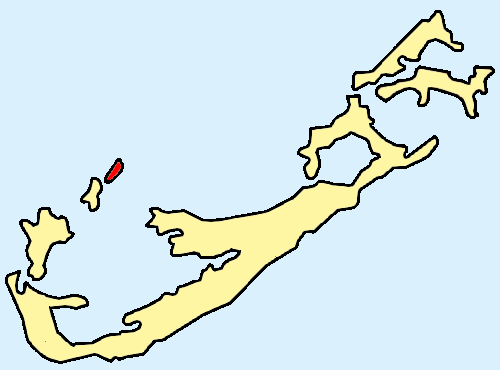

南愛爾蘭島是百慕達的島嶼，位於大西洋海域，長1.1公里、寬0.4公里，面積0.39平方公里，最高點海拔高度3米，一座長170米的大橋將該島與博阿茲島負責管轄。